# Yamada Misuzu
Yamada Misuzu (山田 美鈴 sinh ngày 10 tháng 6) là một nữ diễn viên lồng tiếng người Nhật Bản đến từ tỉnh Tottori, cô là thành viên của Link Plan. Cô bắt đầu sự nghiệp vào năm 2020, và đến năm 2021 cô lần đầu lồng tiếng cho nhân vật chính Nagumo Kōshi trong loạt anime Megami-ryō no Ryōbo-kun. Cô nổi tiếng trong việc lồng tiếng cho Arnest Flaming trong Eiyū Kyōshitsu và Michela McFarlane trong Nanatsu no Maken ga Shihai Suru.

## Tiểu sử
Trong những năm trung học, Yamada là thành viên của câu lạc bộ bắn cung và phát thanh của trường. Cô lần đầu tham gia vào lĩnh vực lồng tiếng vào năm 2015 trong lúc học năm thứ hai trung học, cô được chọn đại diện tỉnh Tottori trong một cuộc thi lồng tiếng toàn quốc. Trước khi bắt đầu sự nghiệp lồng tiếng, cô làm giáo viên nhà trẻ ở Tokyo. Cô là thành viên công ty quản lý tài năng Link Plan sau khi được đào tạo tại một khóa học lồng tiếng do công ty Pro-Fit quản lý.
Năm 2021, Yamada lần đầu lồng tiếng cho nhân vật chính Nagumo Kōshi trong loạt anime Megami-ryō no Ryōbo-kun. Năm sau, cô được chọn vào vai Weronika trong thương hiệu đa phương tiện D4DJ, Weronika là thành viên của đơn vị Abyssmare. Cùng năm, cô có buổi giao lưu với học sinh tiểu học ở Tokyo về công việc lồng tiếng. Năm 2023, cô được chọn lồng tiếng nhân vật Arnest Flaming trong Eiyū Kyōshitsu và Michela McFarlane trong Nanatsu no Maken ga Shihai Suru.

## Đời tư
Yamada có sở thích theo dõi các buổi biểu diễn nhạc kịch, gấp giấy origami và kendama. Cô có chứng chỉ giảng dạy và đủ khả năng dạy nhà trẻ và mẫu giáo.

## Tác phẩm

### Anime
2021
- Megami-ryō no Ryōbo-kun, Nagumo Kōshi[6]

2023
- Eiyū Kyōshitsu, Arnest Flaming[9]
- Nanatsu no Maken ga Shihai Suru, Michela McFarlane[10]

### Trò chơi video
- D4DJ Groovy Mix, Weronika[7]

### Phim anime
2023
- Idol Bu Show, Nina